# Hemilissopsis fernandezae
Hemilissopsis fernandezae is een keversoort uit de familie van de boktorren (Cerambycidae). De wetenschappelijke naam van de soort werd voor het eerst geldig gepubliceerd in 2006 door Hovore & Chemsak.